# ويليام كونجدون
ويليام كونجدون (بالإنجليزية: William Congdon)‏ هو رسام أمريكي، ولد في 14 أبريل 1912 في بروفيدنس في الولايات المتحدة، وتوفي في 15 أبريل 1998 في ميلانو في إيطاليا بسبب مرض.